# Лагунова Тамара Олексіївна
Тама́ра Олексі́ївна Лагуно́ва (нар. 25 квітня 1944, Бахчисарай) — українська оперна співачка (сопрано). Народна артистка Української РСР (1991).

## Життєпис
Виростала з сестрою в дитячому будинку, батька не знала, матір вперше побачила у 7 років. Згодом мати забрала сестер до нової родини, жили в Архангельській області, Алтайському краї. Тринадцятилітньою покинула родину через сварки з вітчимом, працювала в колгоспі.
Працюючи, закінчила Новосибірську консерваторію, виступала в Самаркандському театрі опери та балету.
1975 року переїздить на Донбас, з 1977 — солістка Донецького театру опери та балету.
Лауреат Донецької обласної премії ім. Артема та Всесоюзного огляду творчості молоді — 1978.
На початку 1990-х років брала участь із концертною програмою у фестивалі радянської пісні в місті Магдебург (НДР).
Починаючи 1994 роком регулярно виїздила на гастролі з оперною трупою театру — до Іспанії, Італії, Франції.
Виконувала, зокрема, партії:
- Мінні — «Дівчина з Заходу»,
- Катерина — «Катерина»,
- Ярославна — «Князь Ігор»,
- Мадам Баттерфляй — «Мадам Баттерфляй»,
- Тетяна — «Євгеній Онєгін»,
- Дездемона — «Отелло»,
- Джильда — «Ріголетто»,
- Тоска — «Тоска»,
- Маргарита — «Фауст».

Партнером по виступах був Анатолій Солов'яненко.
ЇЇ чоловік, Ігор Диков — заслужений артист України. Перша дружина Ігоря Володимировича — по професії концертмейстер — свого часу звернула його увагу на Тамару: «Це єдина у вас вокалістка, яка співає, а не кричить».
Станом на квітень 2014 року була репетитором по класу вокалу.